# Фейлман, Маргарет
Маргарет Энн Фейлман  — австралийский архитектор и градостроительница Перта. Работала архитектором и ландшафтным дизайнером. Член-основатель Института градостроительства Западной Австралии в 1950 году, активно выступала перед публикой в качестве средства «просвещения общественности в целом о необходимости лучшего планирования». Её самым заметным вкладом в городское планирование было проектирование и реализация района «нового города» в Куинана. Она также работала в правительстве Содружества в 1940-х годах, восстанавливая Дарвин и Гвинею после войны.

## Ранняя жизнь и карьера
Дочь Герберта Бернарда и Этель Энн Фейлман (урождённой Тернер), Фейлман выросла в юго-западном регионе Западной Австралии. В 1938 году она стала первой кадеткой Департамента общественных работ Западной Австралии и в 1943 году получила степень бакалавра искусств в Университете Западной Австралии. Учась в Пертском техническом колледже, она сдала выпускной экзамен для регистрации в качестве архитектора в 1945 году. В 1948 году она получила стипендию Британского Совета. В 1950 году получила диплом последипломного образования в области градостроительства в Школе городского и сельского планирования Даремского университета, после чего вернулась в Перт и открыла практику в области архитектуры и градостроительства. В 1952 году спроектировала для Департамента общественных работ штата Новый город Квинана, чтобы разместить 25 000 промышленных рабочих.
Как член-учредитель отделения Национального фонда Австралии в Западной Австралии в 1959 году, позже она стала первым уполномоченным Комиссии по австралийскому наследию в 1976 году, сыграла роль в создании Реестра национального наследия и поддержала введение исследований по сохранению наследия в австралийских университетах. Она также участвовала в общественном обсуждении различных изменений в законодательстве о наследии.
Фейлман умерла 24 сентября 2013 года.